# Pullert
En pullert er en for en robust, lille, rund stolpe. Pullerter er i søfart en post der bruges til fortøjning af både og skibe. I dag henviser en pullert også som poster på veje til at kontrollere og køretøjer fra at køre ind i andre køretøjer, fodgængere, cyklister el. bygninger. Ældre pullerter og pullerter til forhindring af indkørsel er ofte af stål, med pullerter kan også være fremstillet af polyethylen eller lignende plastmaterialer.

## Typer

### Søfart
Indenfor søfarten anvendes betegnelsen pullert om en kort tyk stolpe af sten eller metal – evt. træ – som skibe og både ved hjælp af trosser kan fortøjes til. Pullerter findes både på kajen og om bord. Alternativt kan trosser fastgøres til kajens fortøjningsring med terse (koniske træ- eller jernstænger).

### Vejtrafik
I vejtrafik kan pullerter være anbragt i kanten af fortovet, i midten eller ved slutningen af gader, hvor man under normale forhold vil holde køretøjer udelukket fra at befærde området. Pullerter kan være en ekstra markering mellem landevej og cykelsti. De kan udgøre en vertikal beskyttelse af fodgængere på et særligt smalt fortov, eller en permanent afspærring af indkørsel til en gade. Der findes også pullerter som kan fjernes eller sænkes ned i gadehøjde for midlertidigt at tillade passage af bestemte køretøjer.